# Mandapa

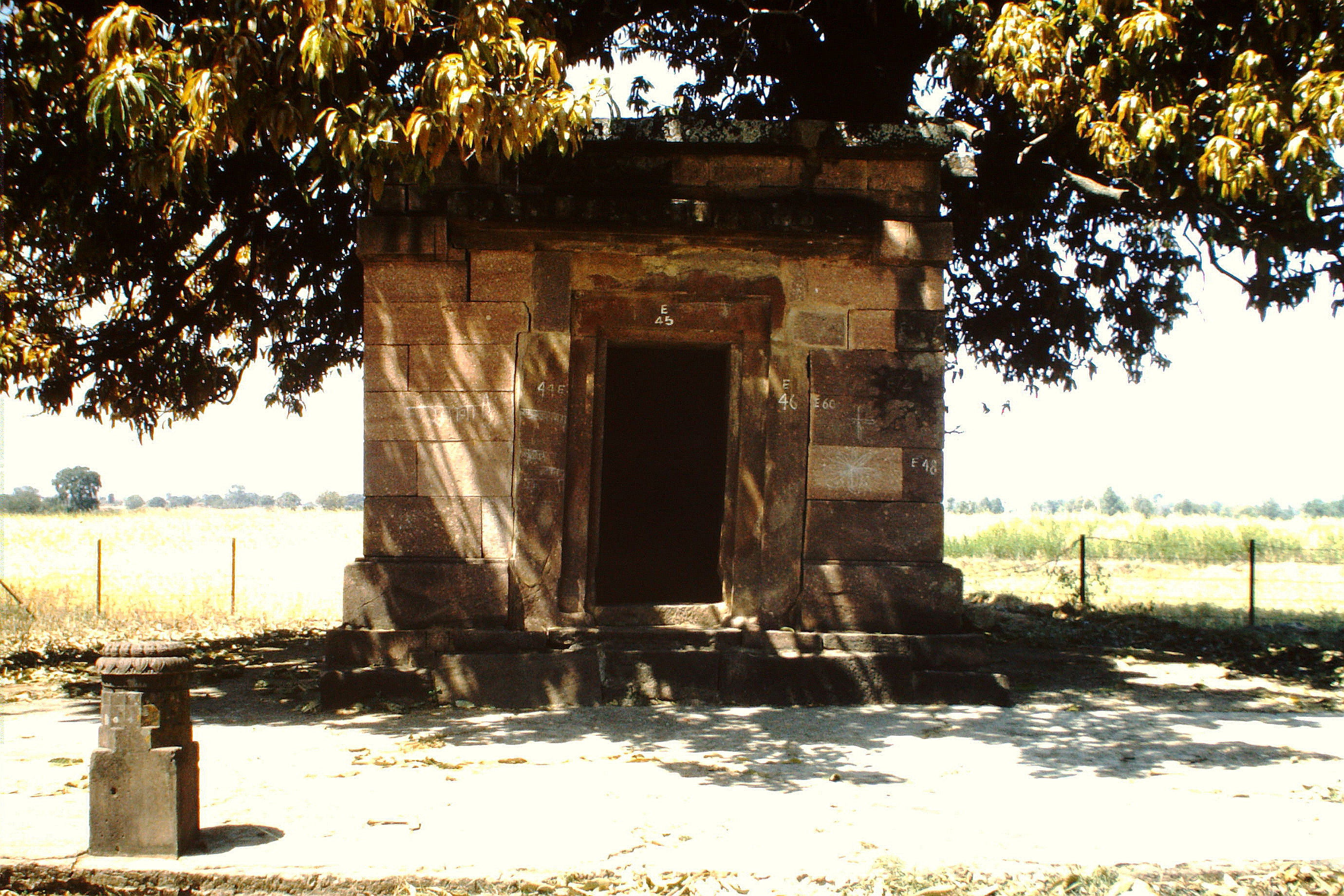
Shankara-Madha-Tempel, Kunda, Madhya Pradesh (um 420) – Tempel ohne Fenster, Vorhalle (mandapa), Außenwandgliederung oder Turmaufbau (shikhara); der Pfeilerstumpf im Vordergrund könnte auf das ehemalige Vorhandensein einer hölzernen Vorhalle hinweisen.

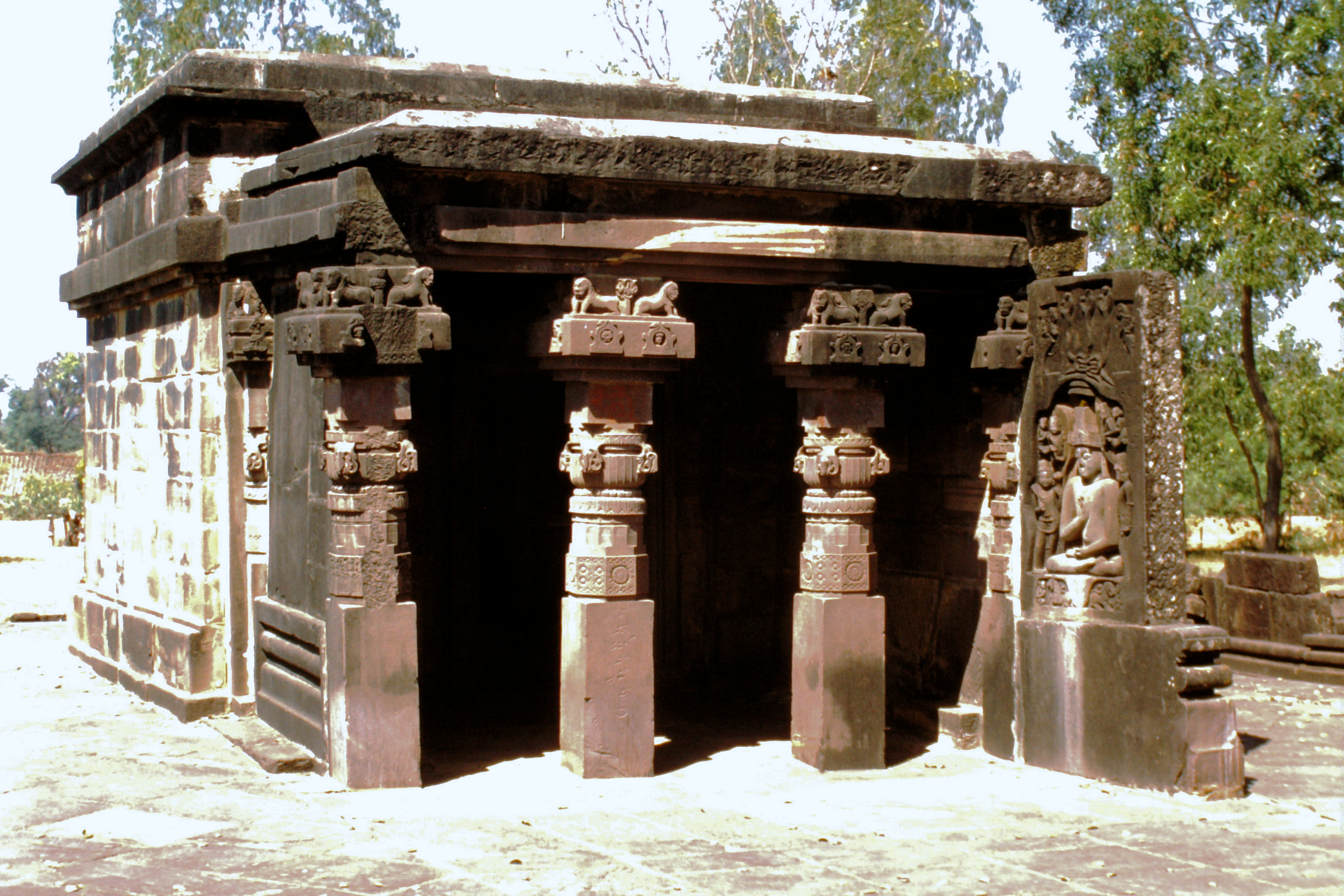
Kankali-Devi-Tempel, Tigawa, Madhya Pradesh (um 420) – Tempel ohne Außenwandgliederung, Fenster oder Turmaufbau (shikhara) aber mit Vorhalle

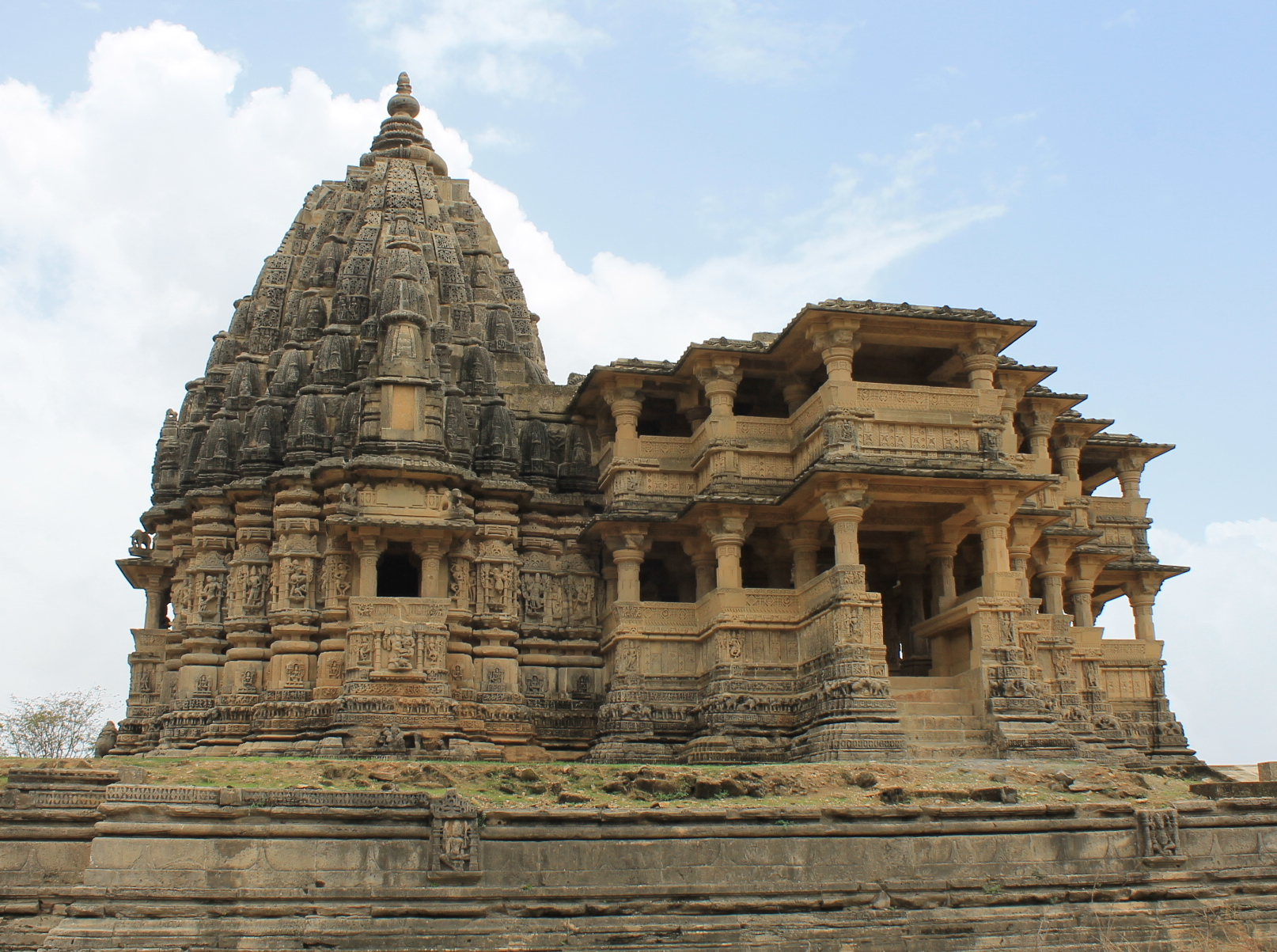
Navlakha-Tempel beim Dorf Ghumli, Gujarat – zweigeschossige Vorhalle

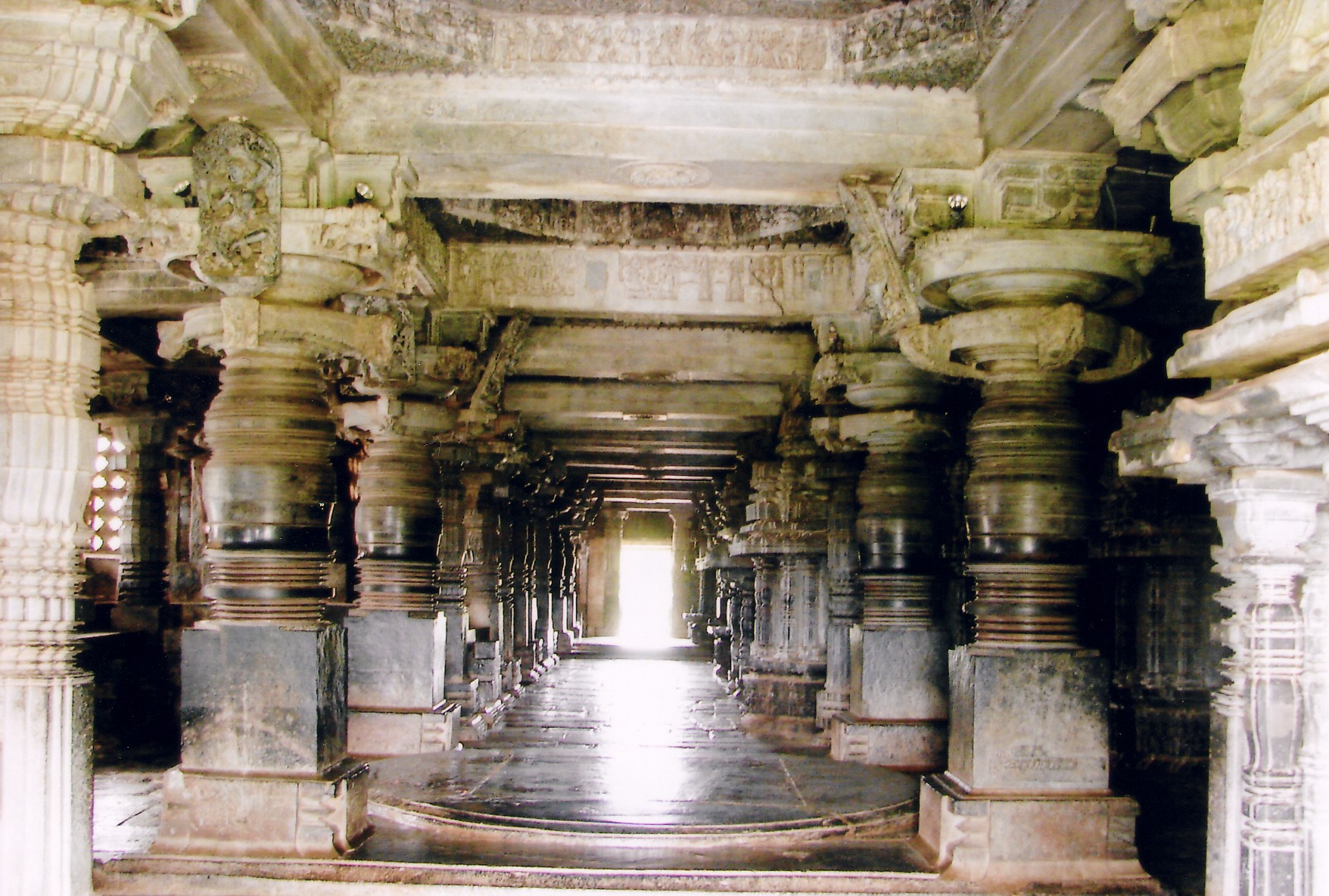
Hoysalesvara-Tempel in Halebidu, Karnataka (um 1120) – Tempel mit weiträumiger, seitlich geschlossener Vorhalle

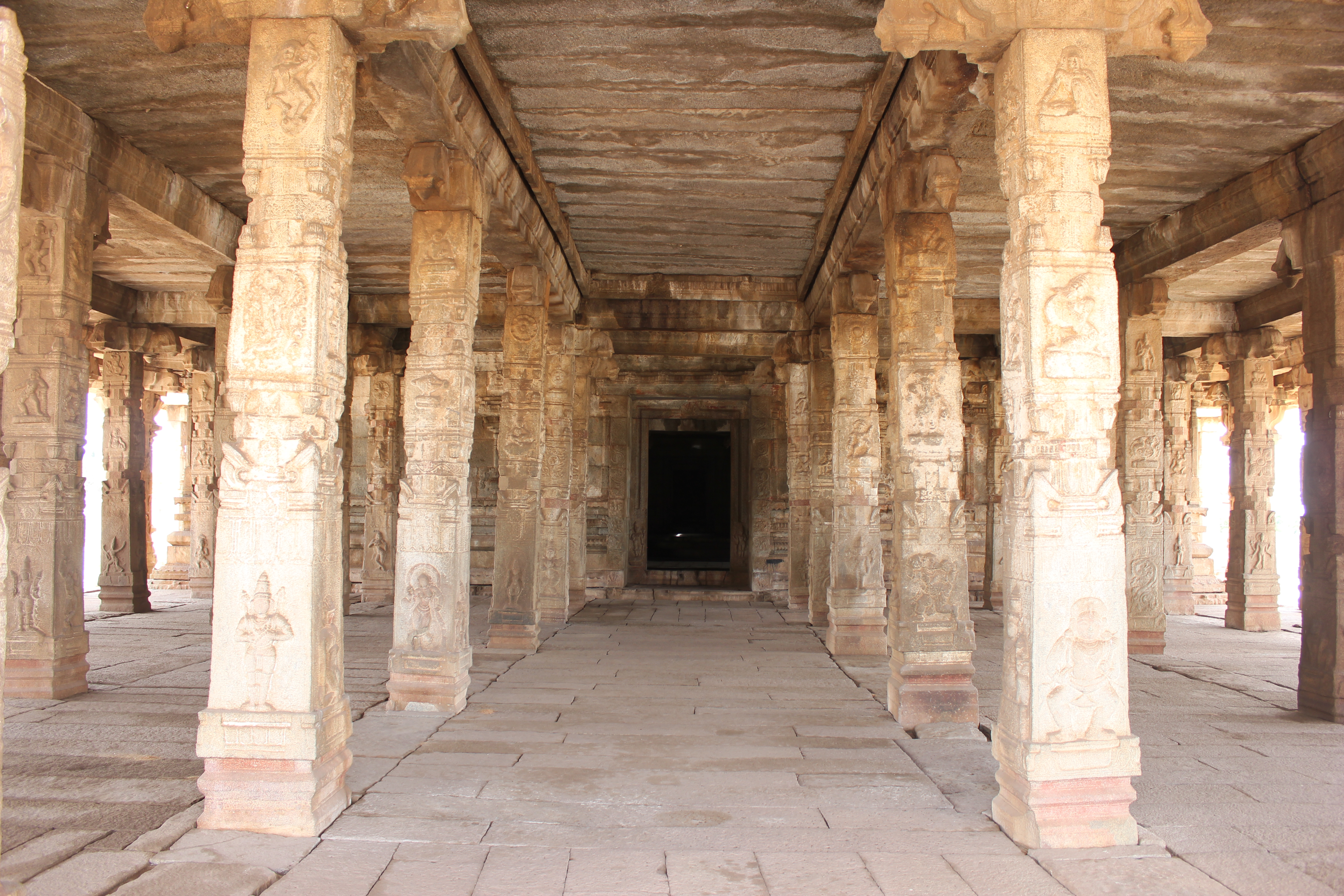
Pattabhirama-Tempel, Hampi, Karnataka (um 1450) – Tempel mit weiträumiger, seitlich offener Vorhalle

Der Begriff Mandapa (Sanskrit: मंडप; auch als Mantapa oder Mandapam bekannt) bezeichnet in der indischen Architektur eine zumeist seitlich offene Säulenhalle (manchmal auch als Portikus bezeichnet), die der Cella (garbhagriha) eines buddhistischen, hinduistischen oder jainistischen Tempels vorgelagert ist. In der Baukunst Odishas werden diese Vorhallen meist als jagamohana, natamandir oder boghamandir bezeichnet.

## Funktion
Die Mandapa diente wohl ursprünglich hauptsächlich als überdachter Schutzraum für die Gläubigen, da diese den Sanktumsbereich des Tempels (cella oder garbhagriha) auch bei starker Sonneneinstrahlung oder bei Gewitter- oder Monsunregen nicht betreten durften. In späterer Zeit wird die Mandapa als ein Ort der Meditation betrachtet, in welchem sich der Gläubige geistig sammelt, bevor er – unter der Leitung von Brahmanen – die Opferzeremonien (puja) im eigentlichen Heiligtum vollzieht. Das Hintereinanderschalten mehrerer, zusätzlich noch in der Bodenhöhe abgestufter, Mandapas verlängerte und steigerte den Weg des Gläubigen von der Außenwelt zum Kultbild oder Lingam in der garbhagriha, dem eigentlichen Ziel seines Tempelbesuchs.

## Entstehung
Obwohl sich keine Hindutempel aus der Zeit vor Christi Geburt erhalten haben, muss man doch davon ausgehen, dass solche existierten. Es waren wahrscheinlich einräumige und fensterlose Bauten aus vergänglichen Baustoffen wie Schilf, Holz und Lehm – vergleichbar den in vielen ländlichen Gegenden Indiens immer noch anzutreffenden Wohnhütten. Die Belichtung und Belüftung dieser Bauten erfolgte ausschließlich über den stets unverschlossenen und geöffneten Eingang. Eine Vorhalle aus Holzstützen und mit einer Abdeckung aus Zweigen und Blättern sorgte möglicherweise bei vielen dieser Bauten für einen gewissen Wetterschutz.

## Entwicklung

### Nordindien
Einige der frühen buddhistischen Kult- oder Wohnhöhlen verfügten über Vorräume in Gestalt eines etwa 2 m tiefen und bis zu 10 m breiten Portikus (mandapa). Erst in der Zeit des Gupta-Reiches (ca. 350–550) erhielten auch hinduistische Höhlentempel (Udayagiri) freistehende Vorhallen aus Stein. Gleichzeitig wurden die ersten (erhaltenen) freistehenden Tempel Nordindiens (Gupta-Tempel) errichtet, von denen die meisten seitlich geschlossene Vorräume (antaralas) (z. B. Amrol) oder seitlich offene oder mit Jali-Fenstern ausgestattete halboffene Vorhallen hatten (z. B. Tigawa), die auch im 5./6. Jahrhundert – vor allem bei überdachten Umgängen – immer noch aus Holz gefertigt sein konnten (z. B. beim Dashavatara-Tempel in Deogarh).
Mit dem Bau des Kalika-Mata-Tempels im Fort von Chittaurgarh begann – nach heutigem Kenntnisstand – eine Entwicklung, die für die späteren nordindischen Tempel wegweisend sein sollte: Vorhalle und Sanktumsbereich wurden in Größe und Form annähernd gleich gestaltet und so miteinander verbunden, dass von außen nur noch anhand der Dachaufbauten erkennbar ist, um welchen Bauteil es sich handelt. Die hier entwickelten baulichen Prinzipien finden ihren Höhepunkt im 10. und 11. Jahrhundert in den Bauten von Khajuraho (z. B. im Lakshmana-Tempel, im Vishvanatha-Tempel und im Kandariya-Mahadeva-Tempel).
Eine Besonderheit Nordwestindiens ist die wahrscheinlich im 11. oder 12. Jahrhundert von Gujarat ausgehende Entwicklung hin zur Mehrgeschossigkeit der Mandapas (z. B. Navlakha-Tempel, Gujarat; Adinath-Jain-Tenpel von Ranakpur, Rajasthan; Jagdish-Tempel in Udaipur, Rajasthan; Dwarkadhish-Tempel in Dwarka, Gujarat).

### Mittel- und Südindien
In den meisten Regionen Mittel- und Südindiens (Ausnahme Aihole) fand eine Harmonisierung und Verschmelzung der Bauteile wie im Norden nicht statt. Die Mandapas blieben dort architektonisch weitgehend eigenständige Bauteile, die aber riesige Ausmaße annehmen konnten. Die flächenmäßig größten Mandapas finden sich in der südindischen Tempelbaukunst der Pallava sowie der Chola und nachfolgender Dynastien.

## Platzierung
Ein kleiner Vorraum (antarala) oder eine Vorhalle (mandapa) befindet sich regelmäßig vor dem Eingang zur garbhagriha („Mutterschoßkammer“, dem Allerheiligsten eines Tempels). In der Blütezeit der nordindischen Tempelbaukunst (Khajuraho, Bhubaneshwar) wurden mehrere Mandapas (mukhamandapa oder ardhamandapa = „Eingangshalle“; mahamandapa = „große Halle“, oft auch als „Tanzhalle“ bezeichnet) hinzugefügt, so dass der größere Teil der Tempelfläche aus Mandapas bestand.

## Indonesien/Thailand
Die Mandapa unterscheidet sich vom wortverwandten mondop, einem würfelförmigen Gebäude innerhalb eines buddhistischen Wat. Von mandapa leitet sich auch das Wort pendopo für Pavillons in der javanischen Architektur ab.